# تقويم نيبالي
التقويم النيبالي هو تقويم شمسي قمري يُستخدم في نيبال، ويُعرف باسم "نيبال سامفات" (Nepal Sambat). وهو أحد التقويمات الرسمية في نيبال إلى جانب التقويم البيكرمي (Vikram Sambat) والتقويم الميلادي (Gregorian Calendar).

## أبرز خصائص التقويم النيبالي
1. التقويم النيبالي (نيبال سامفات):
  - يعتمد على السنة الشمسية والأشهر القمرية.
  - يبدأ من سنة 879 م (أي أن عام 2024 م يُوافق ~ 1145 في نيبال سامفات).
  - يُستخدم بشكل رئيسي في مجتمعات النيوار (Newar) في وادي كاتماندو.
  - يُعتبر التقويم الوطني الرسمي في نيبال منذ عام 2007.
2. التقويم البيكرمي (فيكرم سامفات):
  - تقويم هندوسي شمسي يُستخدم على نطاق واسع في نيبال والهند.
  - يبدأ من سنة 57 ق.م (عام 2024 م يُوافق 2081 فيكرم سامفات).
  - يُستخدم في المناسبات الدينية والأعياد مثل ديوالى وهولي.
3. بداية السنة النيبالية:
  - تبدأ السنة الجديدة في نيبال سامفات مع "مها بوخا داي" (Mha Puja) و"ديباوالى" حسب التقويم النيوارى.
  - بينما السنة البيكرمية تبدأ في منتصف أبريل (الشهر النيبالي "بيساخ").

## الأشهر في التقويم النيبالي (نيبال سامفات)
| الشهر النيبالي   | التقويم الميلادي (تقريبي) |
| ---------------- | ------------------------- |
| كاشث (Kachhathā) | أكتوبر-نوفمبر             |
| منخلا (Mānhlā)   | نوفمبر-ديسمبر             |
| بوش (Pus)        | ديسمبر-يناير              |
| ماغ (Māgh)       | يناير-فبراير              |
| فالغون (Phālgun) | فبراير-مارس               |
| تشايت (Chait)    | مارس-أبريل                |
| بيساخ (Baisākh)  | أبريل-مايو                |
| جيثا (Jeth)      | مايو-يونيو                |
| آشار (Asār)      | يونيو-يوليو               |
| ساون (Sāun)      | يوليو-أغسطس               |
| بهادو (Bhadau)   | أغسطس-سبتمبر              |
| آشوين (Ashoj)    | سبتمبر-أكتوبر             |

## استخدامات التقويم النيبالي
- يُستخدم في الاحتفالات التقليدية مثل "راث ياترا" و"إندرا جاترا".
- يُعتبر جزءًا مهمًا من الثقافة النيوارية.
- تُضبط المواعيد الرسمية أحيانًا حسب التقويم النيبالي والبيكرمي والميلادي.